# Abejuela
La Zoma est une commune d’Espagne, dans la province de Teruel, communauté autonome d'Aragon, comarque de Gúdar-Javalambre

## Géographie
Ce petit village est le plus méridional de l'Aragon